# San Juan (Puerto Rico)
San Juan ist die Hauptstadt des US-amerikanischen Außengebietes Puerto Rico, einem Inselstaat in der Karibik. Die Stadt im Nordosten der Insel selbst hat 342.259 Einwohner, ihre Agglomeration zählt 2.081.265 Menschen (Volkszählung 2020). Die größte Stadt des Inselstaats ist das industrielle, wirtschaftliche, kulturelle und touristische Zentrum der Insel und beheimatet deren wichtigsten Seehafen.

## Geschichte
Im Jahr 1508 wurde eine erste Siedlung namens Caparra im Gebiet des heutigen San Juan gegründet. Ein Jahr später wurde die Siedlung an eine weiter östlich gelegene Stelle verlegt, die Puerto Rico genannt wurde. 1511 wurde das römisch-katholische Bistum Puerto Rico gegründet, das seit 1960 im Erzbistum San Juan de Puerto Rico fortbesteht. Im Jahr 1521 wurde die Siedlung dann offiziell Puerto Rico de San Juan Bautista genannt, die 1540 fertiggestellte Kathedrale von San Juan ist die zweitälteste Kirche der Neuen Welt.
1951 wurde die Stadt Río Piedras eingemeindet, wodurch die Stadt erheblich an Größe gewann.
0

## Altstadt
Die Altstadt (englisch: Old San Juan, Spanish: Viejo San Juan) befindet sich im Norden an der Küste auf der Halbinsel Isleta de San Juan und gehört zum Gemeindebezirk San Juan Antiguo. Die Fläche beträgt 94,93 Hektar. Der Westteil der Altstadt mit Bauwerken, die überwiegend im 16. und 17. Jahrhundert entstanden sind, ist seit 10. Oktober 1972 ein National Historic District (zona histórica de San Juan). An der Westküste befindet sich das UNESCO-Welterbe La Fortaleza and San Juan National Historic Site in Puerto Rico. Im Nordwesten befindet sich die Festung San Felipe del Morro. Im Süden befindet sich der große Industrie- und Kreuzfahrt-Seehafen mit Ursprüngen aus dem 16. Jahrhundert.

## Stadtgliederung
Die Stadt gliedert sich in 18 Gemeindebezirke (barrios), von denen acht weiter in insgesamt 72 sub-barrios untergliedert werden:
| 1. Caimito 2. Cupey 3. El Cinco 4. Gobernador Piñero 5. Hato Rey Central (4 sub-barrios) 6. Hato Rey Norte (4 sub-barrios) 7. Hato Rey Sur (4 sub-barrios) 8. Monacillo 9. Monacillo Urbano 10. Oriente (3 sub-barrios) 11. Pueblo (6 sub-barrios) 12. Quebrada Arenas 13. Sabana Llana Norte 14. Sabana Llana Sur 15. San Juan Antiguo (7 sub-barrios) 16. Santurce (40 sub-barrios) 17. Tortugo 18. Universidad (4 sub-barrios) |

Bis 30. Juni 1951 war die Stadt auf die Barrios San Juan Antiguo (Altstadt) und Santurce im Norden beschränkt (15. und 16. auf der Karte). Am 1. Juli 1951 wurde die Stadt Río Piedras mit 16 weiteren Barrios eingegliedert. Dadurch wuchs die Landfläche der Stadt von 16,27 auf 123,93 km².

## Klimatabelle
|                       | Jan  | Feb  | Mär  | Apr  | Mai  | Jun  | Jul  | Aug  | Sep  | Okt  | Nov  | Dez  |   |      |
| Mittl. Tagesmax. (°C) | 28,4 | 28,7 | 29,1 | 29,9 | 30,7 | 31,4 | 31,4 | 31,5 | 31,6 | 31,3 | 29,9 | 28,8 | ⌀ | 30,2 |
| Mittl. Tagesmin. (°C) | 21,6 | 21,4 | 22,0 | 22,7 | 23,6 | 24,5 | 24,9 | 24,8 | 24,6 | 24,2 | 23,3 | 22,4 | ⌀ | 23,3 |
|                       |      |      |      |      |      |      |      |      |      |      |      |      |   |      |
| Niederschlag (mm)     | 71   | 55   | 60   | 96   | 151  | 102  | 111  | 135  | 134  | 145  | 151  | 120  | Σ | 1331 |
|                       |      |      |      |      |      |      |      |      |      |      |      |      |   |      |
| Sonnenstunden (h/d)   | 7,7  | 8,2  | 9,1  | 8,9  | 8,2  | 8,6  | 9,1  | 8,6  | 7,8  | 7,3  | 6,7  | 7,0  | ⌀ | 8,1  |
|                       |      |      |      |      |      |      |      |      |      |      |      |      |   |      |
| Regentage (d)         | 13   | 9    | 8    | 9    | 13   | 12   | 14   | 15   | 13   | 14   | 15   | 14   | Σ | 149  |
|                       |      |      |      |      |      |      |      |      |      |      |      |      |   |      |
| Wassertemperatur (°C) | 26   | 26   | 25   | 26   | 27   | 27   | 28   | 28   | 29   | 28   | 28   | 27   | ⌀ | 27,1 |
|                       |      |      |      |      |      |      |      |      |      |      |      |      |   |      |
| Luftfeuchtigkeit (%)  | 74   | 72   | 71   | 71   | 75   | 76   | 76   | 76   | 76   | 77   | 76   | 75   | ⌀ | 74,6 |

| 21,6 |

| 21,4 |

| 22,0 |

| 22,7 |

| 23,6 |

| 24,5 |

| 24,9 |

| 24,8 |

| 24,6 |

| 24,2 |

| 23,3 |

| 22,4 |

| 21,6 |

| 21,4 |

| 22,0 |

| 22,7 |

| 23,6 |

| 24,5 |

| 24,9 |

| 24,8 |

| 24,6 |

| 24,2 |

| 23,3 |

| 22,4 |

## Bildung
Die größte Hochschule des Landes, die Universität von Puerto Rico, hat hier ihren Sitz.

## Verkehr
Der internationale Flughafen San Juan (Aeropuerto Internacional Luis Muñoz Marín) befindet sich etwa 12 Kilometer östlich des Stadtzentrums von San Juan in der Nachbarstadt Carolina.
Der Ort hat seit 2005 mit dem Tren Urbano eine 17,2 Kilometer lange U-Bahn-Linie von Bayamón nach Sagrado Corazón.
In der Bucht Bahía de San Juan am nördlichen Ende der Stadt befindet sich ein großer Passagier- und Güterhafen mit 16 Piers. Des Weiteren befindet sich hier ein Stützpunkt der United States Coast Guard (USCG Sector San Juan).

## Sport
Seit 1998 findet der international bedeutende Straßenlauf World’s Best 10K über zehn Kilometer statt.
San Juan bewarb sich für die Olympischen Spiele 2004, erreichte allerdings nicht die Runde der letzten fünf Kandidaten.

## Partnerstädte
- Cartagena, Kolumbien
- Honolulu, Hawaii /  Vereinigte Staaten

## Söhne und Töchter der Stadt
Die Liste enthält eine Übersicht bedeutender, im heutigen San Juan geborener Persönlichkeiten, unabhängig davon, ob die Personen ihren späteren Wirkungskreis in San Juan hatten oder nicht. Viele sind nach ihrer Geburt weggezogen und andernorts bekannt geworden.
- José Julián Acosta (1825–1891), Journalist
- Felipe Gutiérrez y Espinosa (1825–1899), Komponist
- Manuel Gregorio Tavárez (1843–1883), Komponist, Pianist und Musikpädagoge
- Braulio Dueño Colón (1854–1934), Komponist
- Juan Tizol (1900–1984), Musiker
- Fernando Cortés (1909–1979), Schauspieler, Regisseur und Drehbuchautor
- Mapy Cortés (1910–1998), Schauspielerin
- Jean-Louis Tinaud (1910–1990), Rechtsanwalt und Politiker
- Noro Morales (1911–1964), Musiker
- José Ferrer (1912–1992), Schauspieler
- Spencer Mathews King (1917–1988), US-amerikanischer Diplomat
- Esy Morales (1917–1950), Musiker
- Daniel Santos (1916–1992), Sänger und Komponist
- Ricardo E. Alegría (1921–2011), Archäologe, Anthropologe und Schriftsteller
- Carlos Pizarro (1921–2000), Sänger
- Sylvia Rexach (1922–1961), Sängerin, Komponistin und Songwriterin
- José Vicente Chandler (1922–2022), Leichtathlet
- Mario Hernández (1924–2013), Musiker und Komponist
- Miguel Ángel Álvarez (1928–2011), Schauspieler und Regisseur
- Heny Álvarez (1929–2006), Komponist, Perkussionist und Sänger
- Gilberto Monroig (1930–1996), Sänger
- Paquito Cordero (1932–2009), Fernsehproduzent und Schauspieler
- Tito Lara (1932–1987), Sänger und Schauspieler
- Juan R. Torruella (1933–2020), Segler, Jurist und Richter
- Juan Báez (1935–2022), Basketballspieler
- Awilda Carbia (1938–2009), Schauspielerin
- Mapita Cortés (1938–2006), Schauspielerin
- Paquito Guzmán (1939–2021), Salsamusiker
- Raúl Juliá (1940–1994), Schauspieler
- Pedro Rivera Toledo (1942–2025), Komponist, Arrangeur, Saxophonist und Dirigent
- Eddie Gomez (* 1944), Jazzbassist
- Gladys Rodríguez (* 1943), Schauspielerin
- Eric Friedlander (* 1944), Mathematiker
- Danny Rivera (* 1945), Sänger
- George Tucker (* 1947), Rennrodler und Physiker
- Ann Lallande (1949–2021), Schwimmerin und Journalistin
- Iris Chacón (* 1950), Tänzerin, Sängerin und Entertainerin
- Mari Carmen Ramírez (* 1950), Kunsthistorikerin
- Richard Carrión (* 1952), Präsident der Banco Popular, Sportfunktionär
- Héctor D. Abruña (* 1953), Chemiker
- Giannina Braschi (* 1953), Schriftstellerin und Wissenschaftlerin
- Luis Miranda Rivera (* 1954), katholischer Ordensgeistlicher, Bischof von Fajardo-Humacao
- Wilfredo Gómez (* 1956), Profiboxer
- Glenn Monroig (* 1957), Cantautor
- Lou Briel (* 1962), Sänger, Komponist, Schauspieler, Fernsehmoderator und Produzent
- Giovanni Hidalgo (* 1963), Perkussionist
- Gigi Fernández (* 1964), Tennisspielerin
- Benicio del Toro (* 1967), Schauspieler
- Tomás González González (* 1968), römisch-katholischer Geistlicher, Weihbischof in San Juan de Puerto Rico
- John McLellan (* 1968), Jazz-Schlagzeuger
- Raúl Papaleo (* 1971), Beachvolleyballspieler
- Tego Calderón (* 1972), Rapper
- Ramón Hernández (* 1972), Beachvolleyballspieler
- Carlos Ponce (* 1972), Schauspieler
- Fres Oquendo (* 1973), Boxer
- Roselyn Sánchez (* 1973), Schauspielerin, Miss Puerto Rico 1993 und 1994
- Joaquín Raphael Bottom (* 1974), bekannt als Joaquin Phoenix, Schauspieler
- Luis „Funky“ Marrero (* 1974), Rapper
- Jonny Moseley (* 1975), US-amerikanischer Freestyle-Skier und Olympiasieger
- Daniel Santos (* 1975), Boxsportler
- Jenniffer González (* 1976), Politikerin
- Miguel Zenón (* 1976), Jazzmusiker
- Daddy Yankee (* 1977), Rapper
- Luis Fonsi (* 1978), Sänger
- Carly Colón (* 1979), Wrestler, bekannt als Carlito
- Maritza Correia (* 1981), Schwimmerin
- Ricardo Estremera (* 1986), Leichtathlet
- Beverly Ramos (* 1987), Leichtathletin
- Ángel Acosta (* 1990), Boxer
- Jennifer Nogueras (* 1991), Volleyballspielerin
- Rauw Alejandro (* 1993), Latin-Pop-Sänger, Komponist, Tänzer und Musikproduzent
- Grace Claxton (* 1993), Leichtathletin
- Alysbeth Félix (* 1993), Leichtathletin
- Jhayco (* 1993), Reggaeton-Sänger und Rapper
- Neira Ortiz (* 1993), Volleyballspielerin
- Diamara Planell (* 1993), Leichtathletin
- Mónica Puig (* 1993), Tennisspielerin
- Bad Bunny (* 1994), Sänger
- Ulises Blanch (* 1998), US-amerikanischer Tennisspieler
- Paola Fernández (* 2000), Weitspringerin
- Marcel Ruiz (* 2003), Schauspieler